# Vlagschennis

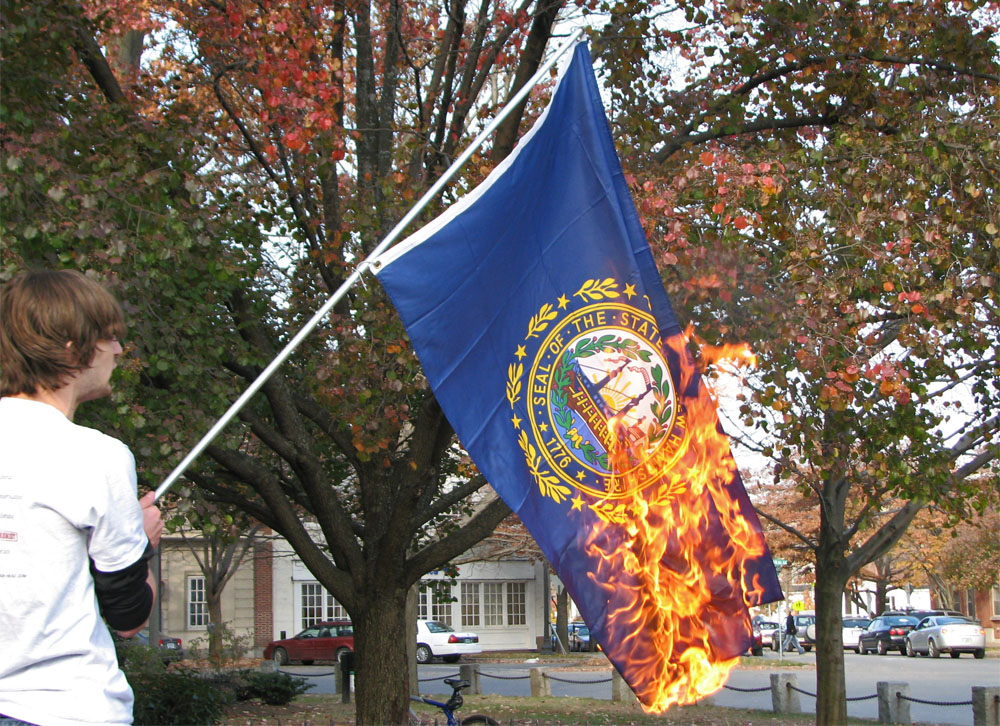
Een demonstrant uit Maine verbrandt de Vlag van New Hampshire ter ondersteuning van gouverneur John Baldacci (2008).

Vlagschennis is het verbranden, verminken, beschrijven, vertrappen of beledigen van een vlag. In België en Nederland zijn er geen speciale wettelijke bepalingen die de schennis van de nationale vlag strafbaar stellen.
In de Verenigde Staten werd het vernielen van de Amerikaanse vlag strafbaar gesteld door het Congres en door de wetgevers van verschillende deelstaten. Het Hooggerechtshof heeft deze wetten ongrondwettelijk verklaard, als strijdig met het Eerste Amendement op de Amerikaanse Grondwet (vrijheid van meningsuiting).

## Suriname
Het beledigen van de vlag van Suriname wordt strafbaar gesteld door de artikelen 176a en 176b van het Wetboek van Strafrecht van Suriname.
Deze artikelen luiden als volgt:
- Art. 176a. Hij die zich in het openbaar, mondeling of bij geschrift of afbeelding opzettelijk op een voor nationale gevoelens krenkende wijze uitlaat over de vlag van Suriname, wordt gestraft met gevangenisstraf van ten hoogste zes maanden.
- Art. 176b. Hij die een geschrift of afbeelding, waarin een voor nationale gevoelens krenkende uitlating over de vlag van Suriname voorkomt,
verspreidt, openlijk ten toon stelt, of aanslaat, of, om verspreid, openlijk tentoongesteld of aangeslagen te worden, in voorraad heeft,
wordt, indien hij weet of ernstige reden heeft om te vermoeden, dat in het geschrift of de afbeelding zodanige uitlating voorkomt,
gestraft met gevangenisstraf van ten hoogste drie maanden.
Met dezelfde straf wordt gestraft hij die, met gelijke wetenschap of een gelijke reden tot vermoeden, de inhoud van zodanig geschrift openlijk ten gehore brengt.
Indien de schuldige een van de misdrijven omschreven in dit artikel, in zijn beroep begaat en er, tijdens het plegen van het misdrijf, nog geen vijf jaren zijn verlopen, sedert een vroegere veroordeling van de schuldige wegens een van deze misdrijven onherroepelijk is geworden, kan hij van de uitoefening van dat beroep worden ontzet.'

In Suriname zijn er geen wetsbepalingen die het verbranden of het vernietigen van de Surinaamse vlag strafbaar stellen.

## Duitsland
Volgens het Duitse strafwetboek (§90a Strafgesetzbuch (StGB)) is het strafbaar om de Duitse federale vlag en alle andere staatsvlaggen, in het openbaar te smaden of te beschadigen. De straf hiervoor kan oplopen tot een gevangenisstraf van maximaal vijf jaar, wanneer de daad opzettelijk werd gebruikt om het ondermijnen van de Bondsrepubliek Duitsland te ondersteunen of om grondwettelijke rechten te schenden.
Daadwerkelijke veroordelingen wegens een schending van het wetboek van strafrecht moeten worden afgewogen tegen het grondwettelijke recht op vrijheid van meningsuiting, zoals meermaals bepaald door het Duitse constitutionele hof.
De oorspronkelijke wet uit 1932 werd in 1935 uitgebreid met de vlag van nazi-Duitsland.
Sinds 2020 is het ook strafbaar, met maximaal drie jaar gevangenisstraf, om een vlag van een vreemd land te beschadigen of te smaden (§104 StGB). Hiervoor waren enkel vlaggen die publiek getoond werden en verbonden waren aan een traditie, evenement of gedragen werden door buitenlandse instanties, beschermd. De wetswijziging kwam tot stand doordat de Israëlische vlag tijdens verschillende antisemitische protesten verbrand werd.

## Verenigde Staten
In de Verenigde Staten heeft het Hooggerechtshof in 1989 in deze aangelegenheid een maatgevend vonnis geveld, in de zaak Texas vs Johnson. Het Hooggerechtshof oordeelde namelijk dat de regelgeving die smaad aan de vlag (flag desecration) bestraft, ongrondwettig is omdat ze een aantasting vormt van de vrijheid van
meningsuiting, die wordt erkend en beschermd in het First Amendment van de Amerikaanse Grondwet. Met andere woorden: een vlagverbranding werd beschouwd als een vorm van vrije meningsuiting, waar, overeenkomstig dat First Amendment, alle burgers recht op hebben.
Niettemin besloot het Amerikaans Congres een heel andere benadering voor te schrijven. In 1989 werd de Flag Protection Act aangenomen, tegen het standpunt van het Hooggerechtshof in. Volgens de Congresleden kon de houding van het Hooggerechtshof worden verklaard door het feit dat de Texaanse wet, die in de zaak-Johnson aan de kaak werd gesteld, al te streng en te ruim opgevat was. Daarop werd de aantasting van de materiële integriteit van de vlag op federaal vlak strafbaar gesteld. Om het Hooggerechtshof ertoe aan te sporen zijn standpunt bij te sturen, voegden de Congresleden een nieuwe bepaling toe aan afdeling 700 van het Wetboek van de Verenigde Staten (de United States Code of de federale basiswetgeving), waardoor voor elke betwisting van de ongrondwettigheid van dat misdrijf rechtstreeks een vordering kan worden ingesteld bij het Hooggerechtshof.
In 1990 werd een vordering ingesteld voor het Hooggerechtshof, dat op 11 juni 1990 zijn oorspronkelijk standpunt zou bevestigen. De uitspraak in de zaak United States vs. Eichman en het arrest Texas vs. Johnson vormen thans op dit vlak de officiële doctrine van het Hooggerechtshof.